# Gentiana piasezkii
Gentiana piasezkii är en gentianaväxtart som beskrevs av Carl Maximowicz. Gentiana piasezkii ingår i släktet gentianor, och familjen gentianaväxter. Inga underarter finns listade i Catalogue of Life.